# Spalla cotta

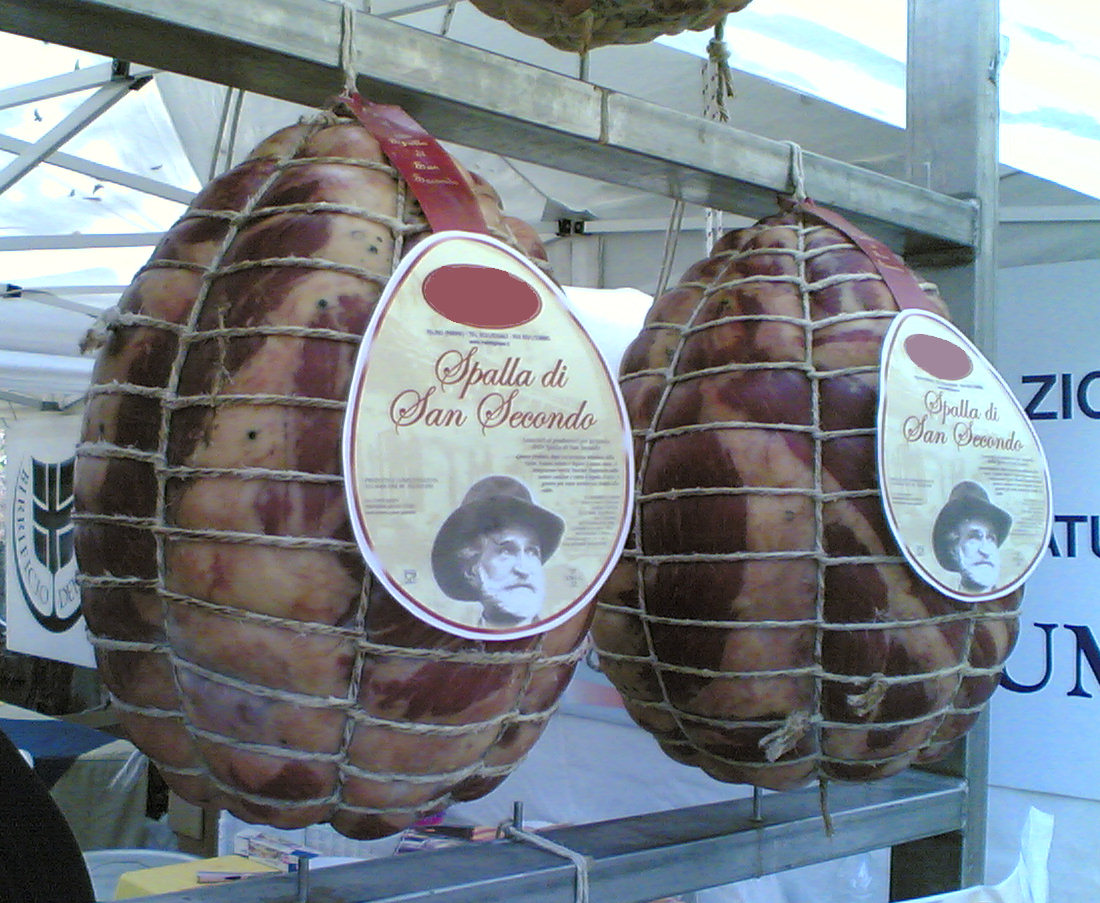
Dos spalle cotte de San Secondo.

La spalla cotta (en italiano ‘paletilla cocida’) es un especialidad muy antigua de Parma, que se remonta a 1170.
La spalla cotta es un salume hecho de paletilla del cerdo, rica en tendones y nervios, de color rosa oscuro con una tira de piel alrededor. Suele tener unos 25–30 cm de largo y forma más o menos redondeada. Se cuece al vapor y se sirve caliente, acompañada de rebanadas de torta fritta. Se corta preferiblemente a cuchillo y no con máquina de cortar. Es una especialidad de la ciudad de San Secondo Parmense.
La spalla cotta era uno de los salumi favoritos de Giuseppe Verdi, quien solía obsequiar a los amigos y darles consejos sobre la mejor manera de cocinarlo.